# Ats Purje
Ats Purje (ur. 3 sierpnia 1985 w Tallinnie) – estoński piłkarz grający na pozycji bocznego pomocnika lub napastnika. Od 2021 roku jest zawodnikiem klubu Tallinna Kalev.

## Kariera klubowa
Karierę piłkarską Purje rozpoczął w klubie Levadia Tallinn. W 2003 roku awansował do kadry pierwszej drużyny i w tamtym roku zadebiutował w niej w rozgrywkach pierwszej ligi estońskiej. W 2004 roku osiągnął pierwsze sukcesy z Levadią, gdy wywalczył mistrzostwo kraju oraz zdobył Puchar Estonii. Po tytuły mistrzowskie sięgnął z Levadią także w latach 2006 i 2007, a po puchar kraju w latach 2005 i 2007.
W 2008 roku Purje przeszedł do fińskiego Interu Turku. W barwach Interu zadebiutował 27 kwietnia 2008 w zwycięskim 3:1 domowym meczu z RoPS Rovaniemi. W 2008 roku wywalczył z Interem mistrzostwo Finlandii oraz Puchar Ligi Fińskiej, a w 2009 roku - Puchar Finlandii.
W 2010 roku Purje został zawodnikiem cypryjskiego AEP Pafos. Swój debiut w cypryjskiej ekstraklasie zanotował 29 sierpnia 2010 w meczu z Ethnikosem Achna i w debiucie zdobył gola. W 2011 roku spadł z Pafos do drugiej ligi.
Po spadku AEP Purje przeszedł do Ethnikosu Achna.
| Sezon   | Klub            | Kraj      | Rozgrywki                 | Mecze | Bramki |
| ------- | --------------- | --------- | ------------------------- | ----- | ------ |
| 2003    | Levadia Maardu  | Estonia   | Meistriliiga              | 11    | 4      |
| 2004    | Levadia Tallinn | Estonia   | Meistriliiga              | 17    | 8      |
| 2005    | Levadia Tallinn | Estonia   | Meistriliiga              | 12    | 4      |
| 2006    | Levadia Tallinn | Estonia   | Meistriliiga              | 28    | 10     |
| 2007    | Levadia Tallinn | Estonia   | Meistriliiga              | 16    | 7      |
| 2008    | Inter Turku     | Finlandia | Veikkausliiga             | 19    | 7      |
| 2009    | Inter Turku     | Finlandia | Veikkausliiga             | 21    | 3      |
| 2010/11 | AEP Pafos       | Cypr      | Protathlima A’ Kategorias | 25    | 5      |
| 2011/12 | Ethnikos Achna  | Cypr      | Protathlima A’ Kategorias |       |        |

## Kariera reprezentacyjna
W reprezentacji Estonii Purje zadebiutował 11 października 2006 roku w przegranym 0:2 meczu eliminacji do Euro 2008 z Rosją. W swojej karierze grał już z Estonią także w eliminacjach do MŚ 2010, a obecnie rywalizuje o awans do Euro 2012.